# Bayern München Junior Csapat
A Bayern München Junior Csapat az FC Bayern München ifjúsági akadémiája.

## A Junior Csapat

### Áttekintés

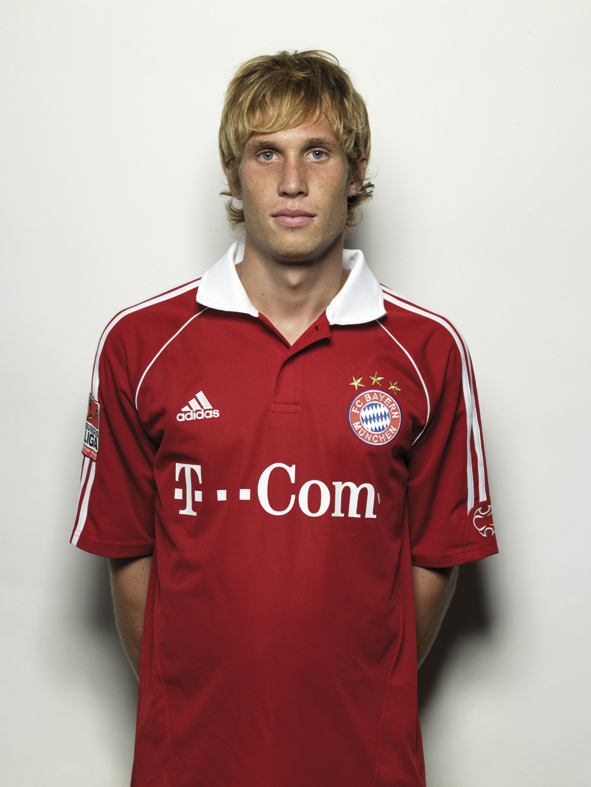
Andreas Ottl a Bayern München Junior Csapatában nevelkedett

A Junior Csapatot 1902-ben hozták létre, és 1995-ben szervezték át, amely néhány német labdarúgó tehetséget adott, úgy mint Andreas Ottl, Philipp Lahm, Thomas Hitzlsperger és Bastian Schweinsteiger. 165 játékosa van, 16 oktatója és vezetőedzője, 1 gyógytornásza és 1 masszőre. A névsor változatlan marad, amíg a növendékek kitanulják a szakmát, amely alapján kapus, hátvéd, középpályás vagy csatár lesz belőlük. Nem képezik őket 1 vagy 2 posztnál többre.
Az elképzelés a Junior Csapattal kapcsolatban, hogy "a fiatal játékosokat tanítják, így képesek lesznek az FCB-nek megőrizni a globális pozícióját a klubfutballban a következő évezredben, és a küldetés az, hogy a legjobb fiatalok fejlődjenek."

### Megfigyelés
Pontosan a versenyjellegű sport miatt a Bayern Münchennek vannak megfigyelői az egész világon. Mindamellett a legtöbb megfigyelés München környékén történik.

### Tehetségek napja
A csapatépítés részeként és a játékostaláláshoz a Junior Csapatba a Bayern München létrehozta a tehetségek napját, ahol több mint 500 fiút figyelnek meg. A Tehetségek Napja egy teljes hétvégén át tart. A kulcspillanat az, amikor megnézik a tehetségek szívét és személyiségét az eseményen mozgás közben. A formátuma az, amit a streetfociban is használnak, ami képes megmutatni, hogyan viselkednek a játékosok a játék alatt. A Bayern München nem veszi fel azokat a játékosokat, akik nem München közelében élnek. Minden gyerek kap egy közleményt a klubtól. Átlagosan hét gyerek jut be a Bayern München Junior Csapatába a Tehetségek napja alatt.

## FC Bayern Amatőr
Az utolsó szakasza az utánpótlásnak az FC Bayern München utánpótlás ranglistáján a Bayern München Amatőrcsapatába való kerülés, amely jelenleg a német labdarúgás harmadosztályában (Regionalliga Süd) játszik.

## Az utánpótlás vezetői
| Vezető            | Kezdet             | Végzet             | Forrás      |
| ----------------- | ------------------ | ------------------ | ----------- |
| Werner Kern       | 1998               | 2012. június 30.   | [ 2 ] [ 5 ] |
| Hans-Jörg Butt    | 2012. július 1.    | 2012. augusztus 7. | [ 5 ] [ 6 ] |
| Wolfgang Dremmler | 2012. augusztus 9. |                    | [ 7 ]       |

## Technikai vezetőség
Az FC Bayern München utánpótlás-koordonátora a klub egykori játékosa, Michael Tarnat akit Björn Andersson és Udo Bassemir segítenek munkájában.
| Post           | U19               | U17                                  | U16           |
| -------------- | ----------------- | ------------------------------------ | ------------- |
| Vezetőedző     | Heiko Vogel       | Heiko Herrlich                       | Harald Cerny  |
| Másodedző      | Danny Schwarz     | Antonio Di Salvo Alexander Weissmann | Stefan Klos   |
| Kapusedző      | Walter Junghans   | Uwe Gospodarek                       | Peter Sirch   |
| Erőnléti edző  | Pascal Wunderlich | Pascal Wunderlich                    | Valentin Sötz |
| Fizioterapeuta | Wolfgang Gebhardt | Florian Göttl                        |               |

## Utánpótlás keret

### U19
Forrás: fcbayern.de/de/teams/junior-team/u19
| #  |     | Poszt | Név                |
| -- | --- | ----- | ------------------ |
|    | GER | K     | Jakob Mayer        |
| 18 | GER | K     | Michael Wagner     |
|    | GER | K     | Lukas Schneller    |
|    | GER | V     | Dennis Waidner     |
|    | GER | V     | Jonas Kehl         |
|    | AUT | V     | Flavius Daniliuc   |
|    | GER | V     | Louis Poznansky    |
| 12 | GER | V     | Thomas Rausch      |
| 13 | GER | V     | Alexander Lungwitz |
| 15 | CRO | V     | Josip Stanišić     |
|    | CRO | V     | Ivan Mihaljevic    |
|    | USA | V     | Chris Richards     |
|    | GER | KP    | Angelo Stiller     |
|    | GER | KP    | Jahn Herrmann      |

| #  |     | Poszt | Név                    |
| -- | --- | ----- | ---------------------- |
| 8  | POL | KP    | Marcel Zylla           |
|    | GER | KP    | Benedict Hollerbach    |
|    | GER | KP    | Marvin Cuni            |
| 19 | GER | KP    | Oliver Batista Meier   |
| 20 | LAT | KP    | Daniels Ontužāns       |
| 21 | TUR | KP    | Can Karatas            |
|    | GER | KP    | Ronald Lombaya         |
| 24 | BIH | KP    | Daniel Jelisić         |
|    | IRL | KP    | Ryan Johansson         |
|    | GER | KP    | Malik Tillman          |
|    | USA | CS    | Justin Butler          |
|    | NED | CS    | Joshua Zirkzee         |
|    | SWE | CS    | Alex Timossi Andersson |

### U17
| # |     | Poszt | Név              |
| - | --- | ----- | ---------------- |
|   | GER | K     | Manuel Kainz     |
|   | GER | K     | Moritz Knauf     |
|   | GER | K     | Johannes Schenk  |
|   | GER | V     | Tiziano Mulas    |
|   | GER | V     | Angelo Brückner  |
|   | GER | V     | Roman Reinelt    |
|   | GER | V     | David Herold     |
|   | GER | V     | Benjamin Hofmann |
|   | SRB | V     | Dejan Ignjatic   |
|   | JAM | V     | Jamie Lawrence   |
|   | GER | V     | Gabriel Marusic  |
|   | GER | KP    | Luca Denk        |

| # |     | Poszt | Név                     |
| - | --- | ----- | ----------------------- |
|   | GER | KP    | Leon Fust               |
|   | GER | KP    | Lasse Günther           |
|   | GER | KP    | Torben Rhein            |
|   | GER | KP    | Moritz Mosandl          |
|   | ITA | KP    | Sandro Porta            |
|   | GER | KP    | Philipp Skodic          |
|   | GER | KP    | Behar Neziri            |
|   | GRE | CS    | Alexander Bazdrigiannis |
|   | GER | CS    | David Halbich           |
|   | GER | CS    | Yusuf Kabadayi          |
|   | GER | CS    | Nemanja Motika          |

## Kiváló diplomások
| Játékos                  | Csapathoz került | Évek az első csapatban | Nemzetiség | Évek nemzeti válogatottjában |
| ------------------------ | ---------------- | ---------------------- | ---------- | ---------------------------- |
| Franz Beckenbauer        | 1959             | 1964 – 1977            | német      | 1965 – 1977                  |
| Sepp Maier               | 1959             | 1962 – 1979            | német      | 1966 – 1979                  |
| Hans-Georg Schwarzenbeck | 1962             | 1966 – 1981            | német      | 1971 – 1978                  |
| Klaus Augenthaler        | 1975             | 1976 – 1991            | német      | 1983 – 1990                  |
| Markus Babbel            | 1981             | 1991 – 2000            | német      | 1995 – 2000                  |
| Christian Nerlinger      | 1986             | 1992 – 1998            | német      | 1998 – 1999                  |
| Dietmar Hamann           | 1989             | 1993 – 1998            | német      | 1998 – 2005                  |
| Stefan Wessels           | 1998             | 1999–2003              | német      | –                            |
| Owen Hargreaves          | 1997             | 2001–2007              | angol      | 2001 – 2008                  |
| Philipp Lahm             | 1995             | 2002 óta               | német      | 2004 – 2014                  |
| Piotr Trochowski         | 1999             | 2002–2005              | német      | 2006 – 2010                  |
| Christian Lell           | 1993             | 2003–2010              | német      | –                            |
| Zvjezdan Misimović       | 2000             | 2003–2004              | bosnyák    | 2004 óta                     |
| Michael Rensing          | 2002             | 2003–2010              | német      | –                            |
| Thomas Hitzlsperger      | 1989             | –                      | német      | 2004 – 2010                  |
| Bastian Schweinsteiger   | 1998             | 2003 - 2015            | német      | 2004 óta                     |
| José Paolo Guerrero      | 2002             | 2004–2006              | perui      | 2005 óta                     |
| Andreas Ottl             | 1996             | 2005–2011              | német      | –                            |
| Mats Hummels             | 1995             | 2007 – 2009            | német      | 2010 óta                     |
| Toni Kroos               | 2006             | 2007 – 2014            | német      | 2010 óta                     |
| Thomas Müller            | 2000             | 2008 óta               | német      | 2010 óta                     |
| Holger Badstuber         | 2002             | 2009 óta               | német      | 2010 óta                     |
| David Alaba              | 2008             | 2010 óta               | osztrák    | 2009 óta                     |
| Diego Contento           | 1995             | 2010 – 2014            | német      | –                            |
| Emre Can                 | 2009             | 2012 – 2013            | német      | –                            |
| Julian Green             | 2010             | 2013 – 2016            | USA        | 2014 óta                     |

## Tények
- A Bayern München Junior Csapata 4-3-3-as felállást használ.[1]
- A tehetséges külföldi fiatal játékosoknak az ifjúsági lakosztályon biztosítanak szállást, amely 13 egyszemélyes szobával rendelkezik a klubépület körüli területen a Säbener Straße-n.[1]
- Az utánpótláscsapat ugyanolyan Adidas szerelést visel, mint a profi csapat, azzal az egy különbséggel, hogy a Junior Csapat logóját maga Karl-Heinz Rummenigge tervezte, ami a mez újján helyezkedik el, ahol az első csapat a Bundesliga logot viseli.[3]
- Az edzési lehetőség az FCB-nél egyedülálló összehasonlítva néhány egyéb magas profilú klubbal, mint például a Manchester United és az AFC Ajax, amelyeknél mind az első csapat és az utánpótláscsapat is ugyanazon a helyszínen tréningezik.[2]

## Sikerek
- Német U19-es bajnokság
  - Bajnok (3): 2001, 2002, 2004
  - Második (4): 1998, 2006, 2007, 2012
- Német U17-es bajnokság
  - Bajnok (5): 1989, 1997, 2001, 2007, 2017
  - Második (2): 2000, 2009
- Déli/Délnyugati német U19-es bajnokság
  - Bajnok (4): 2004, 2007, 2012, 2013
- Déli német U19-es bajnokság
  - Bajnok (2): 1950, 1954
- Déli német U15-ös bajnokság
  - Bajnok (5): 1982, 1985, 1987, 1990, 1991
- Bajor U19-es bajnokság
  - Bajnok (13): 1950, 1954, 1966, 1972, 1973, 1981, 1985, 1987, 1991, 1992, 1994–96
  - Második (5): 1946, 1960, 1964, 1980, 1999‡
- Déli/Délnyugati német U17-es bajnokság
  - Bajnok (1) : 2009
- Bajor U17-es bajnokság
  - Bajnok (14): 1976, 1978, 1983, 1985, 1986, 1988, 1989, 1993, 1994, 1997, 1998, 2000, 2010‡, 2014‡
  - Második (7): 1982, 1987, 1990, 1992, 1996, 2012‡, 2015‡
- Bajor U15-ös bajnokság
  - Bajnok (11): 1975, 1978, 1982, 1985, 1987, 1990, 1991, 1994, 1995, 2007, 2009
  - Második (5): 1976, 1977, 1988, 1992, 2008
- ‡ Tartalékcsapat

## Szezonok
Az alábbi lista az U19-es, illetve U17-es csapatok szezonjainak listáját tartalmazza:
| Szezon  | Divízió                    | Oszt. | Helyezés | Nemzeti Bajnokság |
| 2003–04 | Bundesliga – Dél/Délnyugat | I     | 1        | Bajnok            |
| 2004–05 | Bundesliga – Dél/Délnyugat | I     | 6        | —                 |
| 2005–06 | Bundesliga – Dél/Délnyugat | I     | 2        | Döntős            |
| 2006–07 | Bundesliga – Dél/Délnyugat | I     | 1        | Döntős            |
| 2007–08 | Bundesliga – Dél/Délnyugat | I     | 3        | —                 |
| 2008–09 | Bundesliga – Dél/Délnyugat | I     | 3        | —                 |
| 2009–10 | Bundesliga – Dél/Délnyugat | I     | 9        | —                 |
| 2010–11 | Bundesliga – Dél/Délnyugat | I     | 7        | —                 |
| 2011–12 | Bundesliga – Dél/Délnyugat | I     | 1        | Döntős            |
| 2012–13 | Bundesliga – Dél/Délnyugat | I     | 1        | Elődöntős         |
| 2013–14 | Bundesliga – Dél/Délnyugat | I     | 6        | —                 |
| 2014–15 | Bundesliga – Dél/Délnyugat | I     | 5        | —                 |
| 2015–16 | Bundesliga – Dél/Délnyugat | I     | 8        | —                 |
| 2016–17 | Bundesliga – Dél/Délnyugat | I     | 1        | —                 |
| 2017–18 | Bundesliga – Dél/Délnyugat | I     | 2        | Döntős            |

| Szezon  | Divízió                    | Oszt. | Helyezés | Nemzeti Bajnokság |
| 2007–08 | Bundesliga – Dél/Délnyugat | I     | 6        | —                 |
| 2008–09 | Bundesliga – Dél/Délnyugat | I     | 1        | Döntős            |
| 2009–10 | Bundesliga – Dél/Délnyugat | I     | 6        | —                 |
| 2010–11 | Bundesliga – Dél/Délnyugat | I     | 4        | —                 |
| 2011–12 | Bundesliga – Dél/Délnyugat | I     | 4        | —                 |
| 2012–13 | Bundesliga – Dél/Délnyugat | I     | 8        | —                 |
| 2013–14 | Bundesliga – Dél/Délnyugat | I     | 6        | —                 |
| 2014–15 | Bundesliga – Dél/Délnyugat | I     | 5        | —                 |
| 2015–16 | Bundesliga – Dél/Délnyugat | I     | 2        | —                 |
| 2016–17 | Bundesliga – Dél/Délnyugat | I     | 1        | Bajnok            |
| 2017–18 | Bundesliga – Dél/Délnyugat | I     | 1        | Döntős            |

## Német Bajnokok
Az FC Bayern München U19-es csapata 3 alkalommal, az U17-es csapata 4 alkalommal nyerte meg a korosztályos német labdarúgó bajnokságot az alábbi keretekkel:

### U19
| 2001: FC Bayern München – Bayer Leverkusen 3–2 |
| Philipp Heerwagen - Leonhard Haas (1) - Markus Husterer - Peter Endres - Martin Rietzler - Enzo Contento - Paul Thomik - Barbaros Barut - Markus Feulner - Philipp Lahm - Zvjezdan Misimović (1) - Piotr Trochowski (1) - Florian Heller - Yunus Karayün |

| 2002: FC Bayern München – VfB Stuttgart 4–0 |
| Michael Rensing - Leonhard Haas - Alexander Aischmann - Andreas Ottl - Barbaros Barut - Michael Stegmayer - Christian Lell - Paul Thomik - Bastian Schweinsteiger - Philipp Lahm (1) - Piotr Trochowski (2) - Erdal Kilicaslan (1) - Borut Semler - Serkan Atak - Peter Endres |

| 2004: FC Bayern München – VfL Bochum 3–0 |
| Johannes Höcker - Philipp Rehm - Jan Mauersberger - Georg Niedermeier - Michael Stegmayer - Paul Thomik (1) - Andreas Ottl (1) - Rainer Storhas - Timo Heinze - José Luis Ortíz - Fabian Müller - Borut Semler (1) - Sebastian Heidinger - Markus Steinhöfer - Marijan Holjevac |

### U17
| 1989: FC Bayern München – Hertha Zehlendorf 1–1 (5–4 ti.) |
| Andreas Schöttl - Markus Babbel - Daniel Punzelt - Karaula - Dieter Schönberger - Alexander Roth - Schmidt - Christian Nerlinger - Max Eberl - Gehann - Tripp - Bauer - Papachristous |

| 1997: FC Bayern München – Werder Bremen 3–0 |
| Matthias Küfner – Marcin Mamzer - Stephan Kling - Stefan Bürgermeier - Simon Kelletshofer – Sebastian Backer - Benjamin Schöckel - Steffen Hofmann - Sebastian Bönig - Zvjezdan Misimović - Daniel Jungwirth – Patrick Mölzl - Thomas Hitzlsperger - Aykin Aydemir - David Reinisch |

| 2001: FC Bayern München – Borussia Dortmund 4–0 |
| Michael Rensing - Markus Grünberger - Andy Balck - Daniel Brode - Christian Lell - Florian Stegmann - Andreas Ottl - Bastian Schweinsteiger (1) - Oguz - Thorsten Schulz - Paul Thomik - Domenico Contento - Erdal Kilicaslan (2) - Serkan Atak (1) - Robert Rakaric |

| 2007: FC Bayern München – Borussia Dortmund 1–0 |
| Ferdinand Oswald - Uwe Schlottner - Christoph Herberth - Matthias Haas - Schapfl - Mario Erb - Gianluca Simari - Roberto Soriano - Jonas Hummels - Diego Contento - Mehmet Ekici - Nikola Trkulja - Vincent Bönig - Yannick Kakoko (1) - Elender |